# Adam Stefan Sapieha
Adam Stefan Stanisław Bonifacy Józef Sapieha (14 de maio de 1867 - 23 de julho de 1951) foi um príncipe e cardeal polaco da Igreja Católica que serviu como Arcebispo de Cracóvia. Entre os anos de 1922 e 1923 atuou como senador da Segunda República Polonesa. Em 1946, foi nomeado cardeal pelo Papa Pio XII.

## Biografia
Adam Stefan Sapieha nasceu de uma família nobre, no castelo de Krasiczyn, no atual Condado de Przemyśl, Polónia, e no que era então a partição austríaca da Polônia; era o mais novo dos sete filhos de Adam Stanisław, Conde Sapieha-Kodeński e da Princesa Jadwiga Klementyna Sanguszko-Lubartowicz. Era tio-bisavô de Matilde da Bélgica.
Após cursar o Liceu Franz Joseph em Lemberg (Galícia), estudou Direito na Universidade de Viena (1886-1890) e na Universidade de Cracóvia (1887-1888); estudou adicionalmente no Institut catholique de Lille (França); teologia na Universidade de Innsbruck (1890-1894); teologia na Pontifícia Universidade Gregoriana (1895-1896) e diplomacia na Pontifícia Academia Eclesiástica (1896), Roma. Recebeu o subdiaconado e o diaconato em 1893 e ordenado ao sacerdócio em 1º de outubro de 1893, em Roma, pelo bispo Jan Maurycy Pawel Puzyna de Kosielsko.
Sapieha exerceu ministério pastoral na diocese de Lemberg; professor no ginásio Wyższe, Lwow, 1886; membro do corpo docente do seu seminário, 1893-1897; vice-reitor, 23 de setembro de 1897 a 27 de outubro de 1910. Cônego do capítulo da catedral de Lemberg, 1902. Camareiro privado de Pio X, 23 de fevereiro de 1906. Durante sua estadia em Roma, ele lutou constantemente pela consolidação da polonidade em terras germanizadas.
Eleito bispo de Cracóvia em 27 de novembro de 1911. Recebeu a consagração episcopal no 17 de dezembro seguinte, na Capela Sistina, pelo Papa Pio X, auxiliado pelo arcebispo Augusto Silj, Esmoler Secreto de Sua Santidade, e bispo Agostino Zampini, O.S.A., sacristão papal. Seu lema episcopal era Crux Mihi Foederis Arcus.
Pouco depois, durante a Primeira Guerra Mundial, o bispo conseguiu obter 25.000 coroas austríacas do Papa Bento XV para esforços de socorro. Sapieha também convenceu o papa a emitir uma carta aos bispos católicos ao redor do mundo pedindo que ajudassem a Polônia devastada pela guerra. Fundou o Comitê do Príncipe-Bispo para Ajudar os Afetados pela Guerra (Książęco-Biskupi Komitet dla Dotkniętych Wojną), fornecendo ajuda material, médica, humanitária e espiritual às vítimas. Colaborou na criação de unidades médicas móveis para ajudar as vítimas da guerra que viviam longe das cidades. Além disso, o comitê de Sapieha vacinou dois milhões de habitantes da Galícia e Lodoméria contra a varíola.
Ele celebrou um sínodo diocesano em 1923. Promovido a arcebispo depois que Cracóvia foi elevada à sé metropolitana, em 14 de dezembro de 1925. No entreguerras, em 1934, iniciou a filial de Cracóvia da Caritas, e até serviu brevemente como senador do partido Democrata Cristão da Polônia.
Na Segunda Guerra Mundial, Arcebispo Sapieha liderou novos esforços humanitários. Apenas três dias após o início da guerra, organizou o Comitê Cívico para Ajudar as Vítimas da Guerra, doando ele mesmo 100.000 zlotys. Enquanto isso, colaborou com o Conselho Central de Bem-Estar, uma das poucas organizações humanitárias que os ocupantes alemães permitiram que funcionassem no Governo Geral, e que distribuiu ajuda estrangeira às vítimas do nazismo. Quando milhões de poloneses foram expulsos da Grande Polônia, que havia sido anexada ao Reich e cujas propriedades dos habitantes foram confiscadas, Sapieha apelou aos conventos e mosteiros locais para que lhes fornecessem santuário. O arcebispo também enviou capelães aos deportados como trabalhadores escravos.
Antes da guerra, Sapieha teria se referido aos judeus como uma "raça depravada" e os culpava tanto pela exploração capitalista quanto pelo comunismo, e também não teria condenado o Holocausto enquanto ele estava ocorrendo, seja publicamente ou em comunicações privadas com as autoridades alemãs. Entretanto, o arcebispo defendeu publicamente as vítimas polonesas do Terceiro Reich. Quando em 6 de novembro de 1939, a SS prendeu 183 professores de Cracóvia e os deportou para campos de concentração, Sapieha enviou apelos a Benito Mussolini e ao Papa Pio XII, pedindo-lhes que interviessem em seu nome; eventualmente, ambos os homens o fizeram, e alguns dos professores poloneses foram libertos. Enquanto isso, três rabinos de Cracóvia pediram a Sapieha que apelasse aos alemães em seu nome; ele o fez, mas o apelo não teve sucesso, e eles foram enviados para centros de extermínio. Também ajudou os judeus pedindo aos padres de Cracóvia que fornecessem certificados de batismo falsos para eles, além de ajudar a garantir esconderijos para judeus em conventos e entre famílias católicas. A resistência polonesa em Cracóvia frequentemente o consultava sobre decisões importantes.
Durante a Guerra, ele organizou um seminário clandestino, cujos alunos incluíam Karol Wojtyła, de quem Sapieha era um mentor. Depois da guerra, o arcebispo ordenou ao sacerdócio o jovem Wojtyła, futuro Papa João Paulo II, em 1 de novembro de 1946. Com a implantação do regime comunista no pós-guerra, e a perseguição da Igreja, Sapieha protestou vigorosamente, e a ditadura comunista o considerou seu maior inimigo.
Criado Cardeal-presbítero no consistório de 18 de fevereiro de 1946 pelo Papa Pio XII; recebeu o chapéu vermelho e o título em 22 de fevereiro.
Foi representante do Vaticano para a Igreja nas províncias do sul da Polônia. Foi ele quem ordenou que o corpo de Józef Piłsudski fosse movido para a cripta sob a Torre do Sino de Prata. Houve uma objeção das autoridades de Sanacja, conhecida na história como o conflito de Wawel.
Após o pogrom de Kielce, ele demonstrou suas atitudes antissemitas quando supostamente declarou que os judeus o haviam trazido sobre si, mas forneceu ajuda aos judeus afetados. De acordo com testemunhas, ele e a igreja reclamaram que havia muitos judeus no governo.

Adam Stefan Sapieha faleceu no palácio do arcebispo em Cracóvia. Enterrado em 28 de julho na Catedral de Wawel. Foi apelidado de Príncipe Indomável.